# Симоново (Владимирская область)
Симоново — деревня в Камешковском районе Владимирской области России, входит в состав Пенкинского муниципального образования.

## География
Деревня расположена в 5 км на северо-восток от центра поселения деревни Пенкино и в 31 км на юг от райцентра Камешково.

## История
В конце XIX — начале XX века деревня входила в состав Пенкинской волости Владимирского уезда, с 1924 года — в составе Второвской волости. В 1859 году в деревне числилось 28 дворов, в 1905 году — 87 дворов, в 1926 году — 103 хозяйств.
С 1929 года деревня входила в состав Лубенского сельсовета Владимирского района, с 1940 года — в составе Пенкинского сельсовета Камешковского района, с 2005 года — в составе Пенкинского муниципального образования.

## Население
| 1859 | 1905 | 1926 |
| ---- | ---- | ---- |
| 218  | 421  | 528  |

| 1859 | 1905 | 1926 | 2002 | 2010 | 2021 |
| ---- | ---- | ---- | ---- | ---- | ---- |
| 218  | ↗421 | ↗528 | ↘24  | ↗25  | ↗54  |